# Svatý Eskil
Svatý Eskil byl anglosaský mnich, který byl svatým Siegfriedem z Växjö vyslán jako misijní biskup do kraje kolem jezera Mälaren ve Švédsku.
Podle tradice byl ukamenován, když se snažil bránit pohanské obětní hostině.
Založil biskupství ve středověké vesnici Tuna, sídlo biskupství bylo později přeneseno do Strängnäs.